# Lisa Kudrow
Lisa Valerie Kudrow (/ˈkuːdroʊ/) (Los Angeles, Kalifornia, 1963. július 30. –) Primetime Emmy-díjas amerikai színésznő, humorista, énekes, forgatókönyvíró és producer.

## Fiatalkora és családja
Los Angeles Encino városnegyedében született, dr. Lee N. Kudrow (1933. április) fejfájáskutató gyógyász és Nedra Stern (1933. augusztus) utazási ügynök leányaként. Van egy idősebb nővére, Helena Marla (1955) és egy bátyja, David B. Kudrow (1957), aki Santa Monicában neurológus. Középosztálybeli zsidó családban nevelkedett, 12 éves korában esett át a bat-micvá (a Parancsolat Lánya) beavató ünnepségen. Felmenői Belaruszból, Németországból, Magyarországról és Lengyelországból emigráltak. Apai dédnagyanyját, Mera Morgyejovicsot a holokauszt során ölték meg a Minszkhez közeli Ilja faluban. Apai nagyanyja Brooklynba emigrált, édesapja itt nőtt fel.[forrás?]

## Pályafutása
Miután több szituációs komédiában, köztük a Cheersben vendégszerepelt a 80-as években, a Megőrülök érted (1993–1999) Ursulájaként (a Jóbarátok sorozatból) vált ismert színésszé. Világhírnévre a Jóbarátok című szitkomban, Phoebe és Ursula Buffay kettős, mint iker szerepekben tett szert; a sorozattal hat jelölésből egy Primetime Emmy-díjat, tizenkét jelölésből két Screen Actors Guild-díjat, továbbá egy Golden Globe-jelölést kapott.
2005-ben producerként, forgatókönyvíróként és főszereplőként vett részt a HBO A visszatérés című sorozatának elkészítésében. 2014-ben a sorozat egy második évadot is kapott, Kudrow-t legjobb női főszereplőként mindkét évadért egy-egy Primetime Emmy-díjra jelölték. A 2011 és 2015 között futó Web-Terápia című online vígjátéksorozatot megalkotóként, forgatókönyvíróként és vezető producerként jegyzi.
Filmszerepei közt található a Romy és Michele (1997), a Nem ér a nemem! (1998), a P.S. I Love You (2007), a Rossz szomszédság (2014) és a Rossz szomszédság 2. (2016).

## Filmográfia

### Film
| Év   | Magyar cím                         | Eredeti cím                                         | Szerep                  | Magyar hang        |
| ---- | ---------------------------------- | --------------------------------------------------- | ----------------------- | ------------------ |
| 1989 |                                    | L.A. on $5 a Day                                    | bájos nő                |                    |
| 1991 |                                    | To the Moon, Alice (rövidfilm)                      | lány barátja            |                    |
| 1991 | Gyilkos magzat                     | The Unborn                                          | Louisa                  | Kisfalvi Krisztina |
| 1992 |                                    | Dance with Death                                    | Millie                  |                    |
| 1992 | Izzó szenvedélyek                  | In the Heat of Passion                              | Esther                  |                    |
| 1994 |                                    | In the Heat of Passion 2: Unfaithful                | banki dolgozó           |                    |
| 1995 |                                    | The Crazysitter                                     | Adrian Wexler-Jones     |                    |
| 1996 | Anya                               | Mother                                              | Linda                   |                    |
| 1997 | Romy és Michele                    | Romy and Michele's High School Reunion              | Michele Weinberger      | Spilák Klára       |
| 1997 | Irodai lányok                      | Clockwatchers                                       | Paula                   | Mezei Kitty        |
| 1997 |                                    | Hacks                                               | olvasó nő               |                    |
| 1998 | Nem ér a nemem!                    | The Opposite of Sex                                 | Lucia DeLury            | Antal Olga         |
| 1999 | Csak egy kis pánik                 | Analyze This                                        | Laura MacNamara Sobel   | Orosz Anna         |
| 2000 | Női vonalak                        | Hanging Up                                          | Maddy Mozell            | Csere Ágnes        |
| 2000 | Telitalálat                        | Lucky Numbers                                       | Crystal                 | Nyírő Beáta        |
| 2000 | Telitalálat                        | Lucky Numbers                                       | Crystal                 | Németh Kriszta     |
| 2001 | Odavagyok a pasiért                | All Over the Guy                                    | Marie                   |                    |
| 2001 | Dr. Dolittle 2.                    | Dr. Dolittle 2                                      | Ava (hangja)            | Hernádi Judit      |
| 2002 | Ugass csak, drágám!                | Bark!                                               | Dr. Darla Portnoy       |                    |
| 2002 | Még egy kis pánik                  | Analyze That                                        | Laura Sobel             | Nyírő Bea          |
| 2003 | Nyafka X                           | Marci X                                             | Marci Field             | Nyírő Bea          |
| 2003 | Drogtanya                          | Wonderland                                          | Sharon Holmes           | Nyírő Bea          |
| 2005 | Hepiendek                          | Happy Endings                                       | Mamie                   | Nyírő Bea          |
| 2007 | Kabluey, a kék kabala              | Kabluey                                             | Leslie                  |                    |
| 2007 | P.S. I Love You                    | P.S. I Love You                                     | Denise                  | Nyírő Bea          |
| 2009 | Kutyaszálló                        | Hotel for Dogs                                      | Lois Scudder            | Spilák Klára       |
| 2009 | A kék szoba                        | Powder Blue                                         | Sally                   |                    |
| 2009 | Ryan Reynolds, a képzelt szuperhős | Paper Man                                           | Claire Dunn             | Spilák Klára       |
| 2009 | High School Rock                   | Bandslam                                            | Karen Burton            | Nyírő Bea          |
| 2009 | A másik nő                         | The Other Woman                                     | Dr. Carolyn Soule       | Nyírő Bea          |
| 2010 | Könnyű nőcske                      | Easy A                                              | Mrs. Griffith           | Csere Ágnes        |
| 2014 | Rossz szomszédság                  | Neighbors                                           | Carol Gladstone         | Nyírő Bea          |
| 2016 |                                    | El Americano: The Movie                             | Lucille (hangja)        |                    |
| 2016 | Rossz szomszédság 2.               | Neighbors 2: Sorority Rising                        | Carol Gladstone         | Nyírő Bea          |
| 2016 | A lány a vonaton                   | The Girl on the Train                               | Martha                  | Nyírő Bea          |
| 2017 | A 19-es asztalnál ülők             | Table 19                                            | Bina Kepp               | Nyírő Bea          |
| 2017 | Bébi úr                            | The Boss Baby                                       | Mrs. Templeton (hangja) | Szávai Viktória    |
| 2018 |                                    | Lovesick Fool - Love in the Age of Like (rövidfilm) | Ozma (hangja)           |                    |
| 2019 | Csekély esély                      | Long Shot                                           | Katherine               | Nyírő Bea          |
| 2019 | Éretlenségi                        | Booksmart                                           | Charmaine Antsler       | Nyírő Bea          |
| 2020 | Mint egy főnök                     | Like a Boss                                         | Shay                    | Nyírő Bea          |
| 2021 | Bébi úr: Családi ügy               | The Boss Baby: Family Business                      | Mrs. Templeton (hangja) | Szávai Viktória    |
| 2022 | Nate az embered                    | Better Nate Than Ever                               | Heidi                   |                    |
| 2025 | Szülőtalálkozó                     | The Parenting                                       | Liddy                   | Nyírő Bea          |

### Televízió
| Év         | Magyar cím                        | Eredeti cím                                       | Szerep                                       | Megjegyzések                                                                                 |
| ---------- | --------------------------------- | ------------------------------------------------- | -------------------------------------------- | -------------------------------------------------------------------------------------------- |
| 1989       |                                   | Married to the Mob                                | N/A                                          | tévéfilm                                                                                     |
| 1989       | Cheers                            | Cheers                                            | Emily                                        | 1 epizód                                                                                     |
| 1989       |                                   | Just Temporary                                    | Nicole                                       | tévéfilm                                                                                     |
| 1990       |                                   | Newhart                                           | Sada                                         | 1 epizód                                                                                     |
| 1990       | Az élet megy tovább               | Life Goes On                                      | Stella                                       | 1 epizód                                                                                     |
| 1991       |                                   | Murder in High Places                             | Miss Stich                                   | tévéfilm                                                                                     |
| 1992       |                                   | Room for Two                                      | fekete ruhás nő                              | 1 epizód                                                                                     |
| 1993–1999  | Megőrülök érted                   | Mad About You                                     | Ursula                                       | 24 epizód                                                                                    |
| 1993       |                                   | Flying Blind                                      | Amy                                          | 1 epizód                                                                                     |
| 1993       |                                   | Bob                                               | Kathy Fleisher                               | 3 epizód                                                                                     |
| 1993–1994  |                                   | Coach                                             | Lauren / Alice nővér                         | 2 epizód                                                                                     |
| 1994–2004  | Jóbarátok                         | Friends                                           | Phoebe Buffay                                | - főszereplő (236 epizód) - magyar hangja: - Nyírő Beáta                                     |
| 1995–2001  | Jóbarátok                         | Friends                                           | Ursula Buffay                                | visszatérő szereplő (8 epizód)                                                               |
| 1996       |                                   | Hope & Gloria                                     | Phoebe Buffay                                | egy epizód                                                                                   |
| 1996       |                                   | Duckman: Private Dick/Family Man                  | nőstény béta maxiánok (több szereplő hangja) | 1 epizód                                                                                     |
| 1996       | Saturday Night Live               | Saturday Night Live                               | házigazda                                    | - 1 epizód - (Lisa Kudrow / Sheryl Crow)                                                     |
| 1997       |                                   | Dr. Katz, Professional Therapist                  | Lisa (hangja)                                | 1 epizód                                                                                     |
| 1998       | A Simpson család                  | The Simpsons                                      | Alex Whitney (hangja)                        | 1 epizód                                                                                     |
| 1998–1999  | Herkules                          | Hercules: The Animated Series                     | Aphrodité (hangja)                           | 4 epizód                                                                                     |
| 2001       | Texas királyai                    | King of the Hill                                  | Marjorie Pittman (hangja)                    | 1 epizód                                                                                     |
| 2001       | Azúrkék nyomok                    | Blue's Clues                                      | Dr. Stork (hangja)                           | 1 epizód                                                                                     |
| 2005       |                                   | Father of the Pride                               | Foo-Lin (hangja)                             | 2 epizód                                                                                     |
| 2005       |                                   | Hopeless Pictures                                 | Sandy (hangja)                               | két epizód                                                                                   |
| 2005, 2014 | A visszatérés                     | The Comeback                                      | Valerie Cherish                              | - 21 epizód - társalkotó - forgatókönyvíró és producer                                       |
| 2006       | Amerikai fater                    | American Dad!                                     | Elmúlt Karácsony Szelleme (hangja)           | 1 epizód                                                                                     |
| 2008–2014  |                                   | Web Therapy                                       | Fiona Wallice                                | - 132 epizód - társalkotó - forgatókönyvíró és vezető producer                               |
| 2010       | Született szinglik                | Cougar Town                                       | Dr. Amy Evans                                | 1 epizód                                                                                     |
| 2010–2022  | Mit gondolsz, ki vagy?            | Who Do You Think You Are?                         | önmaga                                       | vezető producer                                                                              |
| 2011–2015  | Web-Terápia                       | Web Therapy                                       | Fiona Wallice                                | - 44 epizód - társalkotó - forgatókönyvíró és vezető producer - magyar hangja: - Nyírő Beáta |
| 2011       |                                   | Allen Gregory                                     | Sheila (hangja)                              | 1 epizód                                                                                     |
| 2013       | Wendell és Vinnie                 | Wendell and Vinnie                                | Natasha                                      | 1 epizód                                                                                     |
| 2013       | Botrány                           | Scandal                                           | Josephine Marcus                             | 4 epizód                                                                                     |
| 2015       | BoJack Horseman                   | BoJack Horseman                                   | Wanda Pierce (hangja)                        | 7 epizód                                                                                     |
| 2016       | Angie Tribeca – A törvény nemében | Angie Tribeca                                     | Monica Vivarquar                             | 1 epizód                                                                                     |
| 2016       |                                   | Must See TV: An All-Star Tribute to James Burrows | önmaga                                       | dokumentumfilm                                                                               |
| 2016–2019  | A megtörhetetlen Kimmy Schmidt    | Unbreakable Kimmy Schmidt                         | Fairy Godmother (hangja) / Lori-Ann Schmidt  | 3 epizód                                                                                     |
| 2017       | RuPaul – Drag Queen leszek!       | RuPaul's Drag Race                                | vendég                                       | 1 epizód (9. évad)                                                                           |
| 2018       |                                   | Grace and Frankie                                 | Sheree                                       | 3 epizód                                                                                     |
| 2018       |                                   | Bright Futures                                    | narrátor                                     | eladatlan próbaepizód                                                                        |
| 2018–      |                                   | 25 Words or Less                                  | önmaga                                       | - vetélkedő - vendégszereplő és vezető producer                                              |
| 2019       |                                   | Ghosting: The Spirit of Christmas                 | nem szerepel                                 | tévéfilm vezető producer                                                                     |
| 2020       | A Jó Hely                         | The Good Place                                    | Hüpatia                                      | 1 epizód                                                                                     |
| 2020       | 2020: Legyen már vége!            | Death to 2020                                     | Jeanetta Grace Susan                         | különkiadás                                                                                  |
| 2020–2021  |                                   | Feel Good                                         | Linda Martin                                 | főszereplő (7 epizód)                                                                        |
| 2020–2022  | Űrhadosztály                      | Space Force                                       | Maggie Naird                                 | - visszatérő szerep (8 epizód) - magyar hangja: - Nyírő Beáta                                |
| 2021       | Jóbarátok: Újra együtt            | Friends: The Reunion                              | önmaga                                       | - különkiadás - vezető producer - magyar hangja: - Nyírő Beáta                               |
| 2021       |                                   | History of the Sitcom                             | önmaga                                       | különkiadás                                                                                  |
| 2021–2023  |                                   | HouseBroken                                       | Honey (hangja)                               | főszereplő (30 epizód)                                                                       |
| 2022       | Rick és Morty                     | Rick and Morty                                    | Tyrannosaurus (hangja)                       | 1 epizód                                                                                     |
| 2024       | Időbanditák                       | Time Bandits                                      | Penelope                                     | főszereplő (10 epizód)                                                                       |

## Fordítás
- Ez a szócikk részben vagy egészben  a   Lisa Kudrow című angol Wikipédia-szócikk fordításán alapul.  Az eredeti cikk szerkesztőit annak laptörténete sorolja fel. Ez a jelzés csupán a megfogalmazás eredetét és a szerzői jogokat jelzi, nem szolgál a cikkben szereplő információk forrásmegjelöléseként.